# Abantiades hydrographus
Abantiades hydrographus là một loài bướm đêm thuộc họ Hepialidae. Đây là loài đặc hữu của Tây Úc.